# Louise Hay
Louise Hay, född 8 oktober 1926 i Los Angeles, död 30 augusti 2017 i San Diego, var en amerikansk självhjälpsförfattare, föreläsare och grundaren av Hay House. 
Hays arbetade mycket med affirmationer. Hon arbetade med stöd för HIV-smittade på 1980-talet i Los Angeles. 
Hennes bokförlag Hay House ger ut böcker av bland andra Deepak Chopra, Doreen Virtue, Wayne Dyer och Esther Hicks. 
2008 hade en film om Louise Hays liv premiär, You Can Heal Your Life.